# Roiove, Kremenciuk
Roiove (în ucraineană Ройове) este un sat în comuna Kameani Potokî din raionul Kremenciuk, regiunea Poltava, Ucraina.

## Demografie
Componența lingvistică a localității Roiove
     Ucraineană (84,8%)
     Rusă (11,11%)
     Alte limbi (0,58%)
Conform recensământului din 2001, majoritatea populației localității Roiove era vorbitoare de ucraineană (84,8%), existând în minoritate și vorbitori de rusă (11,11%) și armeană (2,92%).